# Przybywa jeździec
Przybywa jeździec – amerykański western z 1978 roku.

## Obsada
- James Caan – Frank „Buck” Athearn
- Jane Fonda – Ella Connors
- Jason Robards – Jacob „J.W.” Ewing
- George Grizzard – Neil Atkinson
- Richard Farnsworth – Dodger
- Jim Davis – Julie Blocker
- Mark Harmon – Billy Joe Meynert
- Macon McCalman – Virgil Hoverton
- Basil Hoffman – George Bascomb
- James Kline – Ralph Cole
- James Keach – Emil Kroegh
- Clifford A. Pellow – Cattle Buyer

i inni

## Nagrody i nominacje
Oscary za rok 1978
- Najlepszy aktor drugoplanowy – Richard Farnsworth (nominacja)